# اتحاف الخيرة المهرة بزوائد المسانيد العشرة
إتحاف الخيرة المهرة بزوائد المسانيد العشرة هو أحد كتب الحديث ومصنفات الحديث، ألفه الحافظ شهاب الدين البوصيري (762 هـ-839هـ)، ترجع أهمية الكتاب إلى إبراز كمية الأحاديث والأسانيد والمتون الزائدة من المسانيد العشرة على كتب الحديث الستة، ومع ضم بعضها لبعض تكون موسوعة حديثية.

## تاريخ بدأ تأليف الكتاب
بدأ المؤلف شهاب الدين البوصيري كتابة هذا الكتاب في شوال سنة 817 هـ، وفرغ منه في ذي الحجة 823 هـ، أي أنه ظل يحقق ويحرر في الكتاب أكثر من ست سنوات.

## موضوع الكتاب
عني المؤلف بافراد مصنف يسرد فيه زوائد المسانيد العشرة التي زادت عن الكتب الستة: صحيح البخاري، صحيح مسلم، سنن أبي داود، سنن ابن ماجه، سنن النسائي، سنن الترمذي. ثم رتب أحاديثها على كتب الأحكام، وقد التزم شهاب الدين البوصيري بترتيب الكتاب على الأبواب الفقهية، حيث اعتنى بترتيب الكتب والأبواب وبشرح بعض غريب الكلمات الواردة في الأحاديث، ومن ثم اعتناؤه بالنقل عن شيوخه كالحافظ ابن حجر العسقلاني وغيره، واعتناؤه أيضا بالكلام على بعض الأحاديث والرمز لها بالصحة أو الحسن أو الضعف، والتزامه بالأصول التي ينقل منها، واعتناؤه أيضا بما فاته من الأحاديث ، أما المسانيد العشرة التي اعتمد عليها شهاب الدين البوصيري فهي :
1. مسند أبي داود الطيالسي (ت 204 هـ).
2. مسند الحميدي (ت 219 هـ).
3. مسند مسدد بن مسرهد (ت 228 هـ).
4. مسند أبي بكر بن أبي شيبة(ت 235 هـ).
5. مسند إسحاق بن راهويه (ت 238 هـ).
6. مسند ابن أبي عمر العدني (ت 243 هـ).
7. مسند أحمد بن منيع (ت 244 هـ).
8. مسند عبد بن حميد(ت 249 هـ).
9. مسند الحارث بن أبي أسامة (ت 282 هـ).
10. مسند أبي يعلى الموصلي (ت 307 هـ).

## منهج البوصيري في تأليف الكتاب
1. بدأ شهاب الدين البوصيري كتابه بمقدمة حدد فيها المسانيد العشرة التي سيستخرج زوائدها، والأصول الستة التي سيستخرج عليها الزوائد، وحدد منهج إيراد هذه الزوائد.
2. ذكر المؤلف تراجم موجزة لأصحاب المسانيد العشرة.
3. شرع المؤلف بالكتاب فبدأه بكتاب الإيمان وختمه بكتاب صفة الجنة. حيث قال في المقدمة: ورتبته على مئة كتاب. ثم ذكرها، لكنه في عمله جمع أربعة كتب في كتابين، كل كتابين في كتاب واحد، فجمع كتاب الضحايا وكتاب العقيقة معا، وكتاب فضائل القرآن الكريم وكتاب التفسير معا، وفرق ثلاثة كتب إلى ستة كتب، كل كتاب إلى كتابين، ففرق كتاب البيوع والسلام إلى كتاب البيوع وكتاب السلام، وكتاب اللباس والزينة إلى كتاب اللباس وكتاب الزينة، وكتاب المدبر والمكاتب إلى كتاب المدبر وكتاب المكاتب، وكتاب الزهد والورع إلى كتاب الزهد وكتاب الورع، فصار عدد الكتب مئة واثنين.
4. قسم المؤلف الكتاب إلى كتب وكل كتاب إلى أبواب، ويتفاوت عدد أبواب كل كتاب وحجم كل باب على حسب عدد الأحاديث التي رأى المؤلف أنها من شرط كتابه.
5. ضم شهاب الدين البوصيري أحاديث من مسند أحمد ومسند البزار وصحيح ابن حبان، ومستدرك الحاكم إلى المسانيد العشرة.
6. إذا كان للحديث طريقان فأكثر فإنه يخرجه بالطريق التي انفرد بتخريجها أصحاب المسانيد أو أحدهم، وإن كان المعنى واحدا. ويذكر الحديث في الكتب الستة أو أحدها من غير الطريق التي أخرجها صاحب المسند، وإذا كان الحديث في الكتب الستة فإنه يذكره ويذكر من أخرجه من غير الكتب التي اعتمدها للفائدة وليعلم أن الحديث ليس بفرد.
7. إذا كان الحديث في مسندين فأكثر من طريق صحابي واحد، فإنه يورده بطريقه في موضع واحد إن اختلف إسناده، ويثبت طرق تحمل الحديث في كل رواية يذكرها للتمييز بين الروايات المعنعنة وغيرها، أما إن اتفقت أسانيده، فيذكر واحدا منها ثم يحيل الباقي عليه.
8. إن كان الحديث في مسند بطريقين فأكثر فإنه يصرح باسم صاحب المسند في الطريق الأولى، ويعطف عليها بقية الطرق دون ذكر صاحب المسند ما لم يحصل اشتباه.
9. إن اتفقت المسانيد أو المعاجم على لفظ واحد من متن الحديث ساق متنا واحدا ثم أحال ما بعده عليه، ويذكر جميع المتون عند اختلافها وإن اتفق بعضها واختلف البعض الآخر، ذكر موضع الاختلاف وعقب عليه بقوله: فذكره.
10. يتعقب الأحاديث بالحكم عليها صحة وضعفا، أو بالكلام على رواتها جرحا أو تعديلا.[1]